# Karl Gutenberger

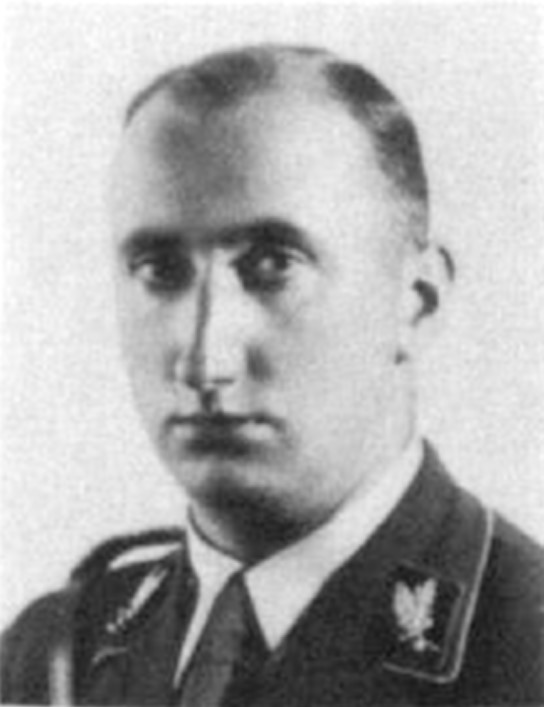
Karl Gutenberger

Karl Michael Gutenberger (* 18. April 1905 in Essen; † 8. Juli 1961 ebenda) war ein deutscher Politiker (NSDAP), SA-Brigadeführer, SS-Obergruppenführer sowie General der Waffen-SS und der Polizei. In der Zeit des Nationalsozialismus war er unter anderem Polizeipräsident in Duisburg und Essen sowie während des Zweiten Weltkrieges Höherer SS- und Polizeiführer West. Gutenberger, der in der Endphase des Zweiten Weltkrieges an mehreren Tötungsverbrechen beteiligt war, wurde nach Kriegsende als Kriegsverbrecher zu mehrjährigen Haftstrafen verurteilt.

## Leben
Karl Gutenberger war der Sohn des Magazinverwalters der Essener Krupp-Gussstahlfabrik. Er besuchte nach der Volksschule die Oberrealschule und das Realgymnasium in Altenessen. Von 1921 und 1923 absolvierte er eine Banklehre und bestritt anschließend für einige Monate seinen Lebensunterhalt als Bankbeamter. Danach war er bei mehreren Firmen beschäftigt, unter anderem von 1928 bis 1929 bei der Rheinstahl AG in Essen. Schließlich war er von 1930 bis Ende Dezember 1931 Angestellter bei der National-Zeitung in Essen.
Gutenberger war schon sehr früh bei den Nationalsozialisten aktiv und trat der NSDAP bereits 1923 bei sowie nach dem Parteiverbot erneut zum 15. Dezember 1925 (Mitgliedsnummer 25.249). Mit dem Wiedereintritt in die Partei war er bis 1926 Ortsgruppenleiter in Essen-Segeroth und betätigte sich auch als Gauredner. Am 31. Juli 1932 wurde er für die NSDAP in den 6. Reichstag gewählt, dem er bis November 1932 angehörte. Dem Preußischen Landtag gehörte er von November 1932, als er für den ausgeschiedenen Abgeordneten Friedrich Peppmüller nachrückte, bis zur Auflösung der Körperschaft im Oktober 1933 an. Nach der Machtergreifung der Nationalsozialisten war er von November 1933 bis zum Ende des NS-Regimes 1945 Mitglied des nationalsozialistischen Reichstags für den Wahlkreis 23 (Düsseldorf-West). Ab 1923 beziehungsweise erneut 1925 war er ebenfalls Mitglied der Sturmabteilung. Ab Anfang Januar 1932 war er hauptamtlicher SA-Führer zahlreicher SA-Standarten und Brigaden im westlichen Ruhrgebiet.
Ab Anfang Mai 1937 war er zunächst kommissarisch und 1938 offiziell Polizeipräsident der Stadt Duisburg. Am 14. November 1939 wurde er zum Polizeipräsident in Essen ernannt und bekleidete dieses Amt bis Anfang Mai 1941. Während seiner Zeit als Polizeipräsident war er jeweils auch örtlicher Luftschutzleiter. Anfang Juni 1940 wechselte er von der SA zur SS (SS-Nummer 372.303), für die er ab Anfang Mai 1941 als hauptamtlicher SS-Führer eingesetzt wurde. Ab Mitte 1941 war er Höherer SS- und Polizeiführer West (Wehrkreis VI) und SS-Oberabschnittsführer in Düsseldorf; beide Funktionen übernahm er bis zum Ende des Zweiten Weltkrieges. Seine Tätigkeit als Polizeipräsident in Essen nahm ab diesem Zeitpunkt Max Henze wahr. Gutenberger blieb allerdings bis zum 30. September 1942 kommissarisch im Dienst. Er trägt die Hauptverantwortung für den Klostersturm von Vinnenberg 1941.
In der zweiten Jahreshälfte des Jahres 1944 wurde er zum SS-Obergruppenführer und General der Polizei sowie der Waffen-SS befördert. Im Oktober 1944 wurde er zudem zum Höheren Kommandeur der Kriegsgefangenen im Wehrkreis VI ernannt. Ab November 1944 war er schließlich auch Inspekteur der Freischärlerbewegung Werwolf für den Bereich West in Westfalen. In der Kriegsendphase war er für zahlreiche Tötungsverbrechen verantwortlich. So schrieb er am 12. Dezember 1944 in Anbetracht der auf das Reichsgebiet vorrückenden alliierten Truppen an Reichsführer SS Heinrich Himmler: „Anfangs wurden zur Stabilisierung der Kampfmoral 108 Deserteure bzw. spionageverdächtige Personen erschossen. Die nicht ganz eindeutig als solche festgestellten Deserteure wurden den Feldgerichten übergeben, die fast immer die Todesstrafe verhängten.“ Januar 1945 befand sich sein Quartier in einem Bunker in Düsseldorf-Lohausen. Gutenberger ließ auf Weisung des Reichsführers SS Heinrich Himmler die Ermordung des Aachener Oberbürgermeisters Franz Oppenhoff am 25. März 1945 durch Angehörige der SS und der Luftwaffe vollziehen.
Nach Kriegsende befand er sich ab dem 10. Mai 1945 in amerikanischer Internierung. Am 20. Oktober 1948 erhielt er in Hamburg durch ein britisches Militärgericht aufgrund seiner Anordnung der Erschießung ausländischer Arbeiter eine zwölfjährige Haftstrafe. Es folgten weitere Verfahren vor Schwurgerichten: Durch das Landgericht Aachen wurde er wegen Beihilfe zum Totschlag beim Mord an dem Aachener Oberbürgermeister Oppenhoff zu einer zweieinhalbjährigen Haftstrafe verurteilt. Eine Verurteilung zu einer fünfjährigen Haftstrafe vor dem Landgericht Duisburg aufgrund von Verbrechen gegen die Menschlichkeit (Mord und Freiheitsberaubung) wurde 1952 durch den Bundesgerichtshof aufgehoben und an das Landgericht Duisburg zurückverwiesen. Aufgrund eines Gnadenaktes wurde Gutenberger bereits am 9. Mai 1953 aus der Strafanstalt Werl entlassen, jedoch umgehend von der deutschen Kriminalpolizei wieder festgenommen. Das Verfahren vor dem Landgericht Duisburg gegen Gutenberger wurde 1953 eingestellt. Nach der Haftentlassung war er als Handelsvertreter tätig.

## Auszeichnungen
| Gutenbergers SA-, SS- und Polizeiränge | Gutenbergers SA-, SS- und Polizeiränge           |
| Datum                                  | Rang                                             |
| -------------------------------------- | ------------------------------------------------ |
| 15. September 1932                     | SA-Standartenführer                              |
| 9. November 1933                       | SA-Oberführer                                    |
| 20. April 1936                         | SA-Brigadeführer                                 |
| 1. Juni 1940                           | SS-Brigadeführer                                 |
| 1. März 1942                           | Generalmajor der Polizei                         |
| 9. November 1942                       | SS-Gruppenführer und Generalleutnant der Polizei |
| 30. Juli 1944                          | SS-Obergruppenführer und General der Polizei     |
| 16. November 1944                      | SS-Obergruppenführer und General der Waffen-SS   |

- Goldenes Parteiabzeichen der NSDAP
- Eisernes Kreuz (1939) II. Klasse
- Kriegsverdienstkreuz (1939) II. und I. Klasse mit Schwertern
- Verwundetenabzeichen (1939) in Schwarz
- Dienstauszeichnung der NSDAP in Silber und Gold
- Ehrendegen des Reichsführers SS